# Нагорнов, Сергей Дмитриевич
Нагорнов Сергей Дмитриевич (29 сентября 1935 — 28 июня 2009) — шахтостроитель Кузбасса. Герой Социалистического Труда.

## Биография
Родился в с. Обояновка (в других источниках — Абаяновка) Мариинского района Западно-Сибирского края (ныне Кемеровской обл.). Образование среднее, общее. Окончил ФЗО № 1 в Сталинске (ныне Новокузнецкий транспортно-технологический техникум). 2 года отработал в котельном цехе Кузнецкого металлургического комбината. В 1954 году по призыву уехал поднимать целину в Крапивинский район. В 1961—1962 работал проходчиком, в 1962—1998 — бригадиром проходчиков вертикальных стволов в шахтопроходческом управлении треста «Кузбассшахтопроходка». Его называли главным стволовиком юга Кузбасса. Участвовал в строительстве шахты «Распадской». Работал на шахтах «Абашевская», «Нагорная», «Новокузнецкая», «Зыряновская», «Юбилейная».
На счету бригады Нагорнова несколько всесоюзных, республиканских и областных рекордов. В июле 1963 года его бригадой был установлен рекорд Кузбасса. За месяц на вертикальном вентиляционном стволе шахты «Байдаевская» пройдено 103,7 погонных метров при норме 75 метров. В январе 1970 бригада установила рекорд РСФСР при проходке западного вертикального вентиляционного ствола шахты «Зыряновская». Здесь за месяц бригадой было пройдено 143, 4 погонных метра. В марте 1971 бригада стала автором всесоюзного рекорда. При проходке наклонного ствола № 2 шахты «Новокузнецкая» было пройдено 375 погонных метров и установленный норматив был перекрыт в более чем в 6 раз.
С. Д. Нагорнов вел большую общественную работу, являясь членом бюро обкома КПСС, членом областного бюро НТО-горное, председателем совета наставников управления, членом ЦК профсоюза рабочих угольной промышленности. Депутат Кемеровского областного Совета депутатов трудящихся X, XIV—XV созывов. Состоял в рядах КПСС с 1959 по 1991, был делегатом XXVI съезда КПСС.
С 1998 года — пенсионер.

## Награды и звания
- В 1973 за проявленную трудовую доблесть и достижение выдающихся успехов в выполнении социалистических обязательств был удостоен звания Героя Социалистического Труда.
- Орден Ленина (1974), Трудового Красного Знамени (1971), юбилейная медаль «За доблестный труд».
- «Почетный шахтер», «Заслуженный шахтер РСФСР» (1973), знак «Шахтерская доблесть» (2001).
- Почётный гражданин Кемеровской области.